# Remington MSR
El Fusil de francotirador Modular, o MSR, es un rifle de francotirador de cerrojo desarrollado y producido por Remington Arms para el Ejército de los Estados Unidos . Se introdujo en 2009 y fue diseñado para cumplir con los requisitos específicos dados por el Ejército de los Estados Unidos y los requisitos de la competición del rifle de francotirador de precisión puesto por el Mando de Operaciones Especiales de los Estados Unidos. El MSR inicialmente ganó la PSR y fue llamado rifle de francotirador de precisión Remington Mk 21 en el servicio militar de Estados Unidos. Sin embargo, en 2018 se decidió que el Mk 21 no cumplía con los requisitos de Mando de Operaciones Especiales de los Estados Unidos en ese momento, y el programa volvió a competir con el Barret MRAD seleccionado en 2019 como la solución del rifle de francotirador avanzado Mk 22

## Historia
El 7 de marzo de 2013, MSR fue declarado ganador del concurso "Rifles de tirador designado"  hecho por el Mando de Operaciones Especiales de los Estados Unidos. Remington anunció que el MSR había ganado el 8 de marzo y lo confirmó públicamente el 9 de marzo. A esto le siguió un contrato de 79,7 millones de dólares para 5.150 rifles con Silenciadores, junto con 4.696.800 cartuchos de munición que se suministrarían durante los próximos diez años. El contrato se adjudicó el 12 de septiembre de 2013. Remington Arms produce rifles de francotirador y utiliza otras dos empresas para otros componentes del sistema, con Barnes Bullets para municiones y Advanced Armament Corporationpara frenos de boca y supresores; las tres empresas son subsidiarias de Freedom Group Incorporated . 
En 2015, el Ejército de EE. UU. estaba considerando el PSR para reemplazar tanto el rifle de francotirador mejorado Winchester Magnum M2010 de .300 como el rifle de francotirador de largo alcance .50 BMG para francotiradores regulares, aunque no se ha tomado ninguna decisión.  El Cuerpo de Marines de EE. UU. también estaba considerando el Mk 21 para reemplazar su rifle de francotirador M40A5,  pero es poco probable que adopte el Mk 21 debido al mayor costo del programa, particularmente la munición, en comparación con el M40A5 de munición de calibre 7,62 mm OTAN. 

## Diseño
El rifle Remington MSR es un arma de cerrojo operada manualmente con un Cerrojo rotativo (Bolt action). Para facilitar el cambio de calibre, el cerrojo está equipado con cabezas de cerrojo extraíbles, con caras de cerrojo adaptadas a los calibres apropiados. Las cabezas de los pernos tienen tres orejetas de bloqueo radiales. El rifle MSR está construido sobre un "chasis" de aleación de Aluminio, que alberga un receptor compacto, una unidad de gatillo ajustable, una Empuñadura de pistola y una culata plegable lateral totalmente ajustable. Los cañones de cambio rápido flotan libremente dentro del guardamanos tubular que está provisto de una serie de rieles accesorios tipo Picatinny instalables por el usuario. La parte superior del receptor también está equipada con un Riel Picatinny monolítico que se utiliza para instalar equipos de observación (Miras telescópicas o miras de visión nocturna). El equipo adicional incluye un bípode plegable desmontable y un supresor de desmontaje rápido que se instala sobre el freno de boca especialmente diseñado.
El modelo que ganó el concurso PSR es una versión modificada del MSR original. Puede tener recámaras en calibres 7,62 × 51 mm OTAN, .300 Winchester Magnum y .338 Lapua Magnum . Se informa que tiene una precisión promedio de 0,7 MOA a 1000 m (1 km) con Barnes y ATK  300gr (19.4g) Munición .338 Lapua Magnum. 
Algunos de los cambios de la versión PSR incluyen: 
- Freno de boca AAC reforzado para supresor Titan QD. [4]
- Cilindro .338 de acero cromado con giro de 1:9,5, estriado 5R y acabado Melonite (nitrocarburizado ferrítico).
- Guardamanos de una pieza con riel superior de 20 MOA.
- Tuerca cilíndrica accesible sin quitar el guardamanos
- Gatillo X-treme.
- Culata ligera y extraíble con ajustes de palanca de tiro en lugar de ajustes de trinquete.

El 14 de agosto de 2014, el Ejército anunció que estaba buscando fuentes para producir munición perforadora (AP) en munición .338 Lapua para usarse en el Mk 21 PSR para atacar eficazmente objetivos de hasta 1500 m (1,5 km) . El objetivo principal es que el rifle derrote chalecos antibalas de nivel IV a 400 metros, ya sea con o sin supresión, en rangos de temperatura de −65 a 160 °F (−53,9 a 71,1 °C) . Otros requisitos mínimos incluyen una velocidad del proyectil de 1340 pies/s (408,4 m/s) o más a 1250 m (1,3 km), 1000ft*lb (1,356 J) de energía cinética a 1500m (1,5 km), y la capacidad de derrotar a ambos.3/8 plg (9,5 mm) de armadura homogénea enrollada (RHA) y1/2 plg (12,7 mm) de hierro fundido a 800 m (0,8 km) . 

Agrupación de Fuerzas Especiales Antiterroristas Urbanas de Colombia usando el MSR

## Usuarios
- Argelia: Fuerzas especiales de Argelia
- Brasil: Batallón de Operaciones Policiales Especiales.[6]
- Colombia: Comando conjunto de operaciones especiales[7]
- Francia: Ejército de Tierra francés
- Israel: "Metzada" Unidad de Israel
- Italia: Fuerzas Armadas de Italia
- México: Cuerpo de Fuerzas Especiales de México
- Turquía: Usados por Comando de Fuerzas Especiales (Turquía)[8][9]
- Estados Unidos: Mando de Operaciones Especiales de los Estados Unidos, primer ganador de la competición de rifle de tirador designado, después retirado por falta de cumplimiento. [10]